# Lecionário 133
O Lecionário 133 (designado pela sigla ℓ 133 na classificação de Gregory-Aland) é um antigo manuscrito do Novo Testamento, paleograficamente datado do Século XIV d.C.[a]
Este codex contém lições dos evangelhos de Mateus, Marcos, Lucas e João (conhecido como Evangelistarium), dos Atos dos Apóstolos e das espístolas  (conhecidos como Apostolos), com algumas lacunas no fim do texto[a]. Foi escrito em grego, e actualmente se encontra na Biblioteca do Vaticano.